# Шеніні-Нахаль
Шеніні-Нахаль (араб. شنني النحال‎) — місто в Тунісі. Входить до складу вілаєту Габес. Знаходиться за 5 км від міста Габес. Станом на 2004 рік тут проживало 14 152 особи.